# Етилен (фітогормон)

## Історія відкриття
Протягом 1800-х рр. міські вулиці Німеччини були висвітлені лампами, що спалювали "освітлювальний газ". Незабаром після того, як ці лампи були встановлені, мешканці міста зробили цікаве спостереження:рослини, що ростуть біля світильників, мали короткі товсті стебла, а листя падають з більшості з них. Таємниця була вирішена в 1901 р. радянським фізіологом рослини, Димитром Нелюбовим, який визначив етилен, як продукт згоряння "освітлювального газу", що був відповідальним за дефоліацію і затримку росту рослин біля ламп.
Пізніше, у 1910 році, в щорічному звіті Департаменту сільського господарства Японії рекомендувалось, щоб апельсини не зберігалися з бананами, тому що апельсини випустили щось, що таке викликало передчасне дозрівання бананів; це "щось" було в 1934 р. ототожнене Р. Гане як етилен, який виробляється рослинами. Подальші дослідження показали, що етилен має всі характеристики, які вимагають його включення в рослинні гормони, тобто він виробляється в одній частині рослини та транспортується до іншої, де викликає фізіологічну реакцію. Так було виявлено газоподібний рослинний гормон - етилен. Пізніше присутність етилену була показана у і в листі, квітах та фруктах багатьох вищих рослин; його визнання як природного гормону рослини було підтверджено Праттом і Гесхом тільки в 1969 році.

## Хімічна будова, біосинтез та механізм дії
Газ етилен (за міжнародною номенклатурою — етен, ненасичений вуглеводень(алкен), що має формулу Н2С = СН2) у низьких концентраціях (0,04 - 1,0 мкл/л) має сильну морфогенетичну дію на рослини.
Синтез етилену в рослинах починається з метіоніну,який, взаємодіючи з АТФ, утворює S-аденозілметіонін. Біосинтез в найбільшій кількості спостерігається там, де висока концентрація β-індолілоцтової кислоти. Крім того, велика кількість як абсцизової кислоти, так і етилену накопичується в будь-яких органах, що знаходяться в стані стресу. За нормального перебігу життя рослин етилен активно синтезується в дозріваючих плодах і старіючих листках. Це зрозуміло: він індукує дозрівання плодів, старіння і опадання листя.
Однак високий рівень синтезу етилену характерний також для меристематичних тканин - зон клітинного ділення. Це поки важко пояснити. Синтез етилену в рослинах викликають високі концентрації ауксину, що відбувається на рівні індукції генів АЦК-синтази. Синтезований етилен пригнічує реакції, викликані ауксином. Наприклад, в певному діапазоні концентрацій ауксин активує зростання кореня. Їх перевищення індукує синтез етилену, який пригнічує ріст кореня. Таким чином, етилен бере участь в контролі рослиною дії ауксину за принципом зворотного зв'язку. Етилен виконує таку ж роль і в реакціях рослин на високі концентрації цитокінінів.
Виявлено, що його продукують усі покритонасінні, голонасінні рослини, папороті, мохи, водорості, гриби та бактерії.
Етилен активізує раневую перидерму. Утворюється корковий камбій, який формує корок, що відокремлює здорову (живу) тканину від хворої (мертвої).
Під час нападу комах і кліщів виділяється етилен, у основі листа активізується перидерма, відбувається локальний «листопад»: пошкоджений лист опадає на землю разом зі шкідником. Шанси знову дістатися до крони у шкідників зменшуються.
При регуляції ряду фізіологічних процесів він діє спільно з абсцизовою кислотою.
Як показано в дослідах Д.Н. Нелюбова, етилен пригнічує зростання стебла в довжину и викликає його потовщення. Це відбувається за рахунок зміни направлення зростання клітин стебла, що відповідає зміні орієнтації елементів цитоскелету.
Вплив етилену на вирощені на світлі рослини не менш дивовижні. У багатьох рослин, таких, як картопля і томати, етилен викликає різко виражену епінастію (згинання вниз) листя, що пояснюється латеральним набуханням клітин на верхній стороні основи черешка і середньої жилки листа. Іноді на стеблі розвивається велике число додаткових коренів, що обумовлено активацією клітинного ділення в камбії. Ці групи клітин організовуються в кореневу меристему, з якої потім на стеблі формується корінь. Таким чином, етилен не тільки перешкоджає розтягуванню клітин і нормальної геотропічній орієнтації рослини, але,  викликає також латеральне набухання клітин і впливає на клітинний розподіл.

## Функції етилену
Спектр фізіологічних процесів, що контролює в рослині етилен, дуже широкий та охоплює дозрівання плодів і старіння тканин, проростання насіння i ріст клітин розтягуванням, реакції на біотичні та абіотичні стреси, розвиток квіток і епінастію (опускання листків), утворення кореневих волосків і захист від патогенів. Проте найефективнішою дією етилену є регулювання процесів дозрівання плодів. Утворення коренів на стеблі та формування в стеблі аеренхіми, по якій кисень поступає в кору, індукуюється етиленом. Це рятує рослини в умовах кисневого голодування корінь.
Таким чином, він відіграє основну роль у реагуванні на навколишнє середовище, що безпосередньо впливає на здатність рослини до адаптацій та відтворення.
Цей фітогормон впливає на стать квітів, викликає утворення жіночих квіток у рослин, для яких характерні жіночі та чоловічі квітки, наприклад у огірка, гарбуза і кабачків.

## Застосування етилену в рослинництві
Синтетичний етилен застосовуються для прискорення дозрівання плодів (бананів, томатів і інших), після збору врожаю. Використовуються також 2-хлоретил-фосфонова кислота
Виділенню етилену в рослинних тканинах  сприяють і численні препарати, при їх застосуванні синхронізується цвітіння ананасів, прискорюється дозрівання плодів на рослинах і після прибирання, пригнічується ріст стебла, збільшується число бічних пагонів у цілого ряду зернових, бобових і овочевих культур.
Отже, етилен виконує в життєвому циклі рослин різні функції, серед яких контроль розвитку проростка, дозрівання плодів (зокрема, фруктів), розпускання бутонів (процес цвітіння), старіння і опадання листя і квіток. Етилен називають також гормоном стресу, так як він бере участь в реакції рослин на біотичний і абіотичний стрес, і синтез його в органах рослин посилюється у відповідь на різного роду ушкодження. Крім того, будучи леткою речовиною, етилен здійснює швидку комунікацію між різними органами рослин і між рослинами в популяції, що важливо, зокрема, при розвитку стрес-стійкості. Тому цілком аргументовано вважати етилен фіттогормоном-інгібітором рослинного росту.